# Nychiodes languescens
Nychiodes languescens là một loài bướm đêm trong họ Geometridae.